# هالوين ينتهي
هالوين ينتهي (بالإنجليزية: Halloween Ends)‏ هو فيلم أمريكي لعام 2022 من إخراج ديفيد غوردون غرين وكتابة غرين وداني ماكبرايد وبول براد لوجان وكريس بيرنييه استنادًا إلى شخصيات ابتكرها جون كاربنتر وديبرا هيل. الفيلم تكملة لفيلم هالوين يقتل، الفيلم الثالث عشر من سلسة هالوين. قام نجوم الفيلم جيمي لي كرتيس ونيك كاسل بإعادة تمثيل أدوارهم في دور لوري سترود ومايكل مايرز. 

## روابط خارجية
- هالوين ينتهي على موقع IMDb (الإنجليزية)
- هالوين ينتهي على موقع ميتاكريتيك (الإنجليزية)
- هالوين ينتهي على موقع روتن توميتوز (الإنجليزية)
- هالوين ينتهي على موقع ألو سيني (الفرنسية)
- هالوين ينتهي على موقع أول موفي (الإنجليزية)
- هالوين ينتهي على موقع بوكس أوفيس موجو (الإنجليزية)
- هالوين ينتهي على موقع فيلمافينيتي (الإسبانية)
- هالوين ينتهي على موقع قاعدة بيانات الأفلام السويدية (السويدية)
- هالوين ينتهي على موقع قاعدة بيانات الفيلم (الإنجليزية)
- هالوين ينتهي على موقع ليتربوكسد (الإنجليزية)